# Kanaalbrug van Digoin

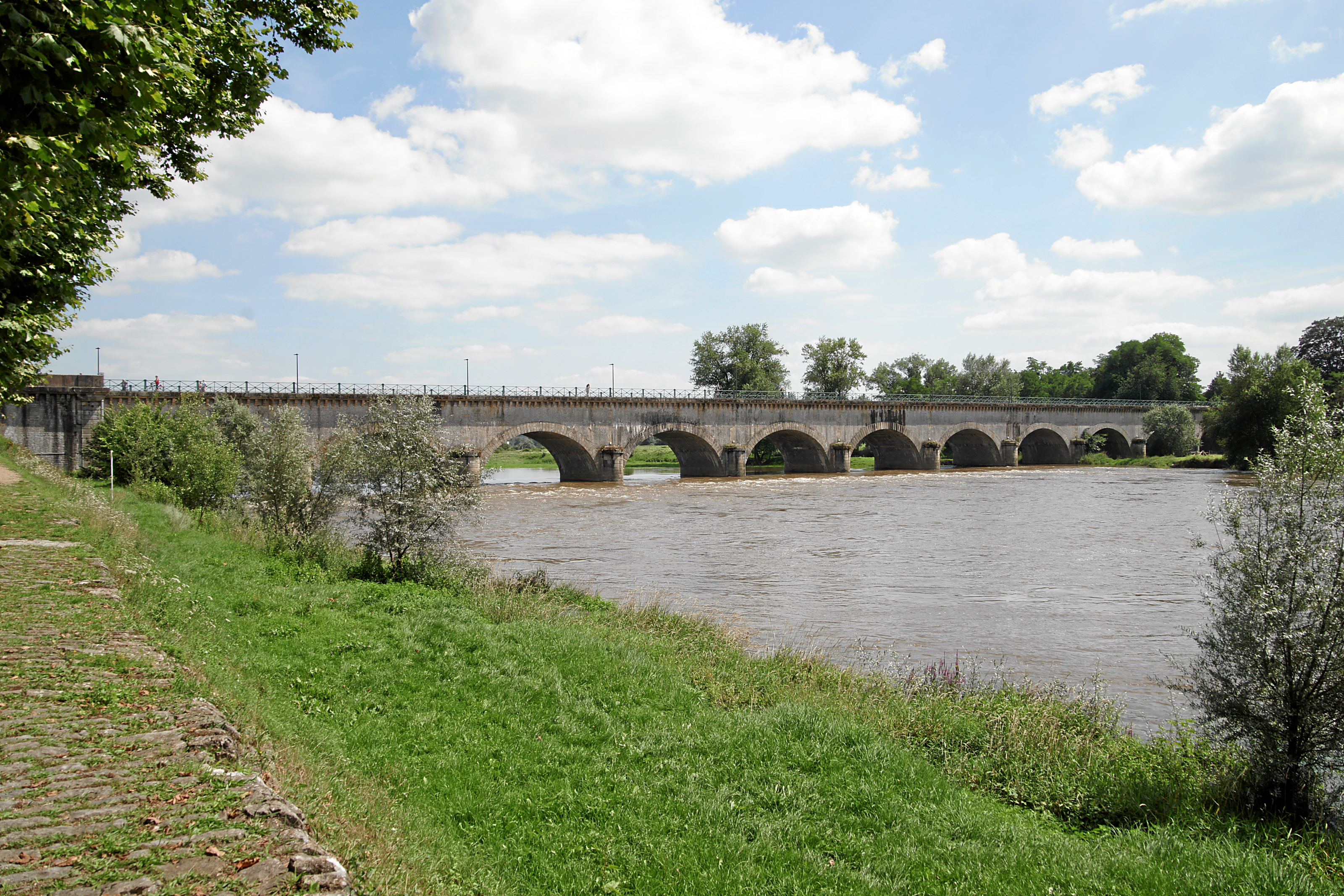
Zijaanzicht vanaf de Loire

De Kanaalbrug van Digoin is een kanaalbrug in de Franse gemeente Digoin.
Het bevaarbare aquaduct maakt deel uit van het Canal latéral à la Loire en overbrugt de Loire. De brug werd ontworpen door ingenieur Julien en de bouw startte in 1832. De bakstenen brug telt elf bogen. De brug heeft een lengte van 243 meter en werd in 1838 geopend.
De kanaalbrug is toegankelijk voor boten, fietsers en voetgangers.